# Крион
Крион (фр. Crion) насеље је и општина у североисточној Француској у региону Лорена, у департману Мерт и Мозел која припада префектури Линевил.
По подацима из 2011. године у општини је живело 85 становника, а густина насељености је износила 10,52 становника/km². Општина се простире на површини од 8,08 km². Налази се на средњој надморској висини од 250 метара (максималној 292 m, а минималној 227 m).

## Демографија
| 1962. | 1968. | 1975. | 1982. | 1990. | 1999. | 2011. |
| ----- | ----- | ----- | ----- | ----- | ----- | ----- |
| 81    | 93    | 87    | 103   | 112   | 101   | 85    |

График промене броја становника у току последњих година